# Rue de Cernay
La rue de Cernay  est une voie de la commune de Reims, située au sein du département de la Marne, en région Grand Est.

## Situation et accès
Elle relie l'avenue Jean-Jaurès à la sortie de la ville vers l'est en direction de Cernay-lès-Reims par la D980. La rue sert de limites aux quartiers Cernay Jamin - Jean Jaurès - Épinettes et Chemin Vert - Europe.

## Origine du nom
Elle porte le nom de la ville de Cernay-lès-Reims à laquelle elle mène.

## Historique
Ancien « chemin de Cernay » la voie prend sa dénomination actuelle en 1887.